# И в печали, и в радости
«И в печали, и в радости» (хинди कभी ख़ुशी कभी ग़म, Kabhi Khushi Kabhie Gham…) — индийский фильм, выпущенный в прокат 14 декабря 2001 года.

## Сюжет
Яшвардхан Райчанд (Амитабх Баччан) и его жена Нандини (Джайя Бхадури) не имеют детей. Поэтому Яш приносит домой маленького Рахула (Шахрукх Хан), но, спустя 9 лет, Нандини неожиданно рожает ему сына Рохана (Ритик Рошан). Яш — богатый и знаменитый бизнесмен в Индии. Он верит в сохранение традиций и против браков по любви. Когда Рахул возвращается домой после учёбы в Лондоне, он встречает Анджали (Каджол) и влюбляется в неё. Между тем, Рохан знакомится с Пуджей (Карина Капур), младшей сестрой Анджали.
Яш решает устроить свадьбу Рахула с дочерью своего друга Нейной (Рани Мукхерджи). Но Рахул рассказывает отцу, что он хочет жениться на Анджали. Это злит Яша, который говорит Рахулу, что социальный статус Анджали не подходит для брака с такой высокопоставленной семьей как Райчанды. Рахул извиняется перед отцом и обещает сделать всё так, как он говорит. Он идёт к Анджали сказать, что не может жениться на ней, но обнаруживает, что умер её отец. Увидев, что у Анджали и Пуджи нет другой семьи и не с кем жить, он женится на Анджали прямо там. Когда он приводит её домой, ярость отца не знает границ, и он отрекается от Рахула, сказав, что он — не его кровь. Рахул потрясён. Он решает уехать из дома. Нандини просит няню Рахула и Рохана (Фарида Джалал), чтобы она сопровождала сына, куда бы тот не поехал, чтобы он всегда имел рядом материнскую любовь и заботу. Перед отъездом он просит Рохана никогда ни у кого не спрашивать, почему он уехал. Спустя годы Рохан неожиданно узнаёт семейную тайну и едет к брату с целью восстановить семью…

## В ролях
| Актёр          | Роль                         |
| -------------- | ---------------------------- |
| Амитабх Баччан | Яшвардхан «Яш» Райчанд       |
| Джая Баччан    | Нандини Райчанд              |
| Шахрух Хан     | Рахул Райчанд                |
| Каджол         | Анджали Шарма Райчанд        |
| Ритик Рошан    | Рохан Райчанд / Яш           |
| Карина Капур   | Пуджа «Пу» Шарма (Райчанд)   |
| Рани Мукхерджи | Нейна Капур                  |
| Фарида Джалал  | Саида, няня Рахула и Рохана  |
| Алок Натх      | Бауджи, отец Анджали и Пуджи |
| Ачала Сачдев   | бабушка Рахула и Рохана      |
| Джонни Левер   | Налдирам                     |
| Сушма Сетх     | бабушка Рахула и Рохана      |
| Химани Шивпури | жена Налдирама               |
| Симоне Сингх   | Руксар                       |
| Арьян Хан      | Рахул (в детстве)            |
| Джибраан Хан   | Криш Рахул Райчанд           |
| Амар Талвар    | мистер Капур, отец Нейны     |

## Награды
22 награды и 43 номинации.
- 2002 — Zee Cine Awards

2 награды и 10 номинаций
- 2002 — Valenciennes International Festival of Action and Adventure Films

5 наград
- 2002 — Screen Weekly Awards

1 награда и 8 номинаций
- 2002 — Filmfare Awards

5 наград и 10 номинаций
- 2002 — Awards of the International Indian Film Academy

9 наград и 15 номинаций

## Разное
- «И в печали, и в радости» был самым кассовым индийским фильмом за рубежом до 2006 года, пока его рекорд не побил фильм «Никогда не говори „Прощай“», и самым кассовым фильмом в Индии до 2002 года («Девдас»).
- В течение двух недель после релиза поднялся на 3-е место в британском хит-параде, и сохранял своё место более 3-х недель.
- Первый индийский фильм, который шёл в кинотеатрах Германии (с немецкими субтитрами).
- Молодого Рахула в начале фильма играет сын Шахрух Хана.
- Первоначально в эпизодической роли в фильме снялся Абхишек Баччан, но, впоследствии, кадры с ним вырезали.
- Каран Джохар в «удалённых сценах» на DVD сказал, что мать Рахула и Рохана должна была играть актриса Вахида Рехман. После того, как уже отсняли несколько сцен, умер муж актрисы и она была вынуждена прекратить съёмки.
- В 2005 году фильм был выпущен на DVD в Польше как Czasem słońce, czasem Deszcz («Иногда солнце, иногда дождь»).